# Agave temacapulinensis
Agave temacapulinensis ist eine Pflanzenart aus der Gattung der Agaven (Agave). Der Name bezieht sich auf das Vorkommen der Art bei Temacapulín.

## Beschreibung
Agave temacapulinensis wächst einzeln  und bildet manchmal Ausläufer. Die kompakten Rosetten erreichen eine Wuchshöhe von 0,80 bis 1,15 m mit einem Durchmesser bis 1,7 m. Die unregelmäßig nach oben gerichteten, kräftigen, glatten, ei- bis lanzettförmigen blaugrauen Blätter sind 55 bis 90 cm lang und 10 bis 20 cm breit. Der Blattrand ist gewellt und kräftig variabel bedornt. Der schwarze bis blaugraue spitz zulaufende Enddorn ist 3,5 bis 4,5 cm lang.
Der rispige, gerade bis etwas gebogene Blütenstand wird 5,5 bis 6,5 m hoch. Die gelben bis rötlichen, länglichen Blüten erscheinen an kurzen variablen Verzweigungen an der oberen Hälfte des Blütenstandes und sind 60 bis 70 mm lang und 12 mm breit. Die Blütenröhre ist 9 bis 15 mm lang und bis 12 mm breit.
Die länglichen, dreikammerigen Kapselfrüchte sind 40 bis 50 mm lang und 14 bis 18 mm breit. Die variabel, halbmondförmig geformten, schwarzen, glänzenden Samen sind 5 bis 6 mm lang und 3 bis 4 mm breit.
Die Blütezeit reicht von Mai bis Juni. Die Samen sind je nach Höhenlage ab Juni reif.

## Systematik und Verbreitung
Agave temacapulinensis wächst endemisch in Mexiko, im Bundesstaat Jalisco in kalkhaltigem Gestein in Waldland in 1600 bis 1700 m Höhe. Sie ist vergesellschaftet mit Yucca jaliscensis und zahlreichen Kakteen- und Sukkulentenarten.
Die Erstbeschreibung von José Antonio Vázquez-García und Miguel de Jesús Cházaro-Basáñe wurde 2012 veröffentlicht.
Agave temacapulinensis ist ein Vertreter der Gruppe Ditepalae. Die Art wächst begrenzt in der Los Altos Region im Westen von Mexiko im Bundesstaat Jalisco. Typisch sind die blaugrauen Blätter mit den gewellten, kräftigen Blatträndern. Die Blüten sind in den Morgenstunden Anziehungspunkt verschiedener Kolibri Arten, die reichlich Nektar vorfinden. Sie ist nahe verwandt mit weiteren Vertretern der Gruppe Ditepalae, Agave wocomahi und Agave durangensis. Jedoch sind Unterschiede in Form, Größe, Blatt- und Blütenstruktur erkennbar. Die Blätter werden zur Zubereitung von Fischgerichten verwendet. Die Art ist durch den Bau des Staudammes, dem Projekt Zapotillo, stark gefährdet. Es wird vorgeschlagen, Agave temacapulinensis in die rote Liste (IUCN) der gefährdeten Arten aufzunehmen.